# 98 Aquarii
98 Aquarii, som är stjärnans Flamsteed-beteckning, är en ensam stjärna belägen i den södra delen av stjärnbilden Vattumannen och har även Bayer-beteckningen b1 Aquarii. Den har en skenbar magnitud på 3,97 och är synlig för blotta ögat där ljusföroreningar ej förekommer. Baserat på parallaxmätning inom Hipparcosuppdraget på ca 20,0 mas, beräknas den befinna sig på ett avstånd på ca 163 ljusår (ca 50 parsek) från solen. Den rör sig närmare solen med en heliocentrisk radialhastighet på ca –6,5 km/s.

## Egenskaper
98 Aquarii är en orange till röd jättestjärna av spektralklass K0 III. Den har en massa som är drygt dubbelt så stor som solens massa,  en radie som, baserat på en uppmätt vinkeldiameter av 2,54 ± 0,13 mas, är ca 14 gånger större än solens och utsänder från dess fotosfär ca 86 gånger mera energi än solen vid en effektiv temperatur av ca 4 600 K.